# Myrceugenia bocaiuvensis
Myrceugenia bocaiuvensis är en myrtenväxtart som beskrevs av Joáo Rodrigues de Mattos. Myrceugenia bocaiuvensis ingår i släktet Myrceugenia och familjen myrtenväxter. Inga underarter finns listade i Catalogue of Life.